# قوائم السلالات
قوائم السلالات هي قائمة تضم قوائم سلالات الحيوانات، ويقصد بقوائم السلالاتهنا، سلالات الحيوانات المستأنسة المدرجة في قوائم الحيوانات المدجنة
في ويكيبيديا.

## مدخل: مصطلحات عامة متعلقة بعلم السلالات
يقصد بالسلالة أو الذُرِّيَّةُ (بالإنجليزية: Strain)‏ في علم الأحياء تمثل رتبة ذات مستوى منخفض في علم التصنيف تستخدم في ثلاث طرق منقولة.
ذُرِّيَّة (Strain): وتستخدم في التصنيف في ثلاث طرق ذات صلة بعلوم النبات والفيروسات والقوارض. أعضاء الذرية الواحدة يختلفون عن الذريات الأخري في خصائص طفيفة ولكنها موروثة.
- سلالة: نسل مُسْتَوْلَدٌ Breed، هو مجموعة معينة من الحيوانات أو النباتات المحلية ذات مظهر وسلوك متجانس، وغيرها من الخصائص التي تميزها عن الحيوانات أو النباتات الأخرى من نفس النوع والتي تم التوصل إليها من خلال الاستيلاد الانتقائي.

## قوائم سلالات الحيوانات المدجنة أو الأليفة أو المستأنسة
| النوع            | قائمة السلالة | الصور |
| ---------------- | --- | ----- |
| قط               | قائمة سلالات القطط |       |
| بقر              | قائمة سلالات البقر قائمة أنواع الأبقار List of beef cattle breeds List of French cattle breeds List of Italian cattle breeds List of Spanish cattle breeds |       |
| دجاج             | قائمة سلالات الدجاج قائمة سلالات دجاج ألمانيا قائمة سلالات الدجاج الفرنسي List of Italian chicken breeds List of Spanish chicken breeds |       |
| كلب              | قائمة سلالات الكلاب كلب شرطة |       |
| حمار             | List of donkey breeds List of French donkey breeds List of Italian donkey breeds List of Iberian donkey breeds |       |
| بط مستأنس        | قائمة سلالات البط |       |
| ماعز             | سلالات الماعز List of Chinese goat breeds List of Italian goat breeds List of Swiss goat breeds |       |
| إوز              | قائمة سلالات الإوز |       |
| كابياء خنزيرية   | List of guinea pig breeds |       |
| خيل              | قائمة سلالات الخيل List of horse breeds in DAD-IS قائمة سلالات الخيول الإفريقية List of Brazilian horse breeds List of French horse breeds قائمة سلالات الخيول الألمانية List of Indian horse breeds حصان أيبيري ‏ List of Indonesian horse breeds List of Italian horse breeds List of Japanese horse breeds قالب:سلالات خيول الجزر البريطانية |       |
| خروف             | قائمة سلالات الأغنام List of Italian sheep breeds |       |
| خنزير            | List of pig breeds List of Italian pig breeds |       |
| حماميات          | قائمة سلالات الحمام |       |
| أرنب             | List of rabbit breeds |       |
| دجاج رومي مستأنس | قائمة سلالات الغرغر |       |
| جاموس الماء      | List of water buffalo breeds |       |
| نحل العسل        | List of Apis mellifera subspecies |       |